# Olle Gustafsson
Stig Olof Agne (Olle) Gustafsson, född 8 september 1934 i Almunge, Uppland, är en svensk konstnär.
Sedan 1965 är Olle Gustafsson bosatt på Höga kusten och bor numera i Klockestrand. Under mer än 30 år som konstnär har Gustafsson experimenterat med ett stort antal material och tekniker, exempelvis collage i blandteknik av gamla böcker, presenning, metallfolie, sand och olja. 